# Amphicnemis remiger
Amphicnemis remiger är en trollsländeart som beskrevs av Harry Hyde Laidlaw, Jr. 1912. Amphicnemis remiger ingår i släktet Amphicnemis och familjen dammflicksländor. Inga underarter finns listade i Catalogue of Life.